# چقور تپه
چقور تپه مربوط به دوران‌های تاریخی پس از اسلام است و در شهرستان مینودشت، بخش گالیکش، روستای حاجی سیدی واقع شده و این اثر در تاریخ ۲۷ مرداد ۱۳۸۲ با شمارهٔ ثبت ۹۷۲۰ به‌عنوان یکی از آثار ملی ایران به ثبت رسیده است.